# Wittenstein (Breckerfeld)
Wittenstein ist eine Hofschaft und Ortslage von Breckerfeld im Ennepe-Ruhr-Kreis in Nordrhein-Westfalen.
Der Ort liegt südlich der Ortslage Kückelhausen und südwestlich von Breckerfeld an der Landstraße L699. Durch Wittenstein verläuft eine Straße gleichen Namens.

## Geschichte
Wittenstein gehörte ehemals in der Ebbinghauser Bauerschaft (Baurschafft) im Amt Altena und Kirchspiel Breckerfeld zur Grafschaft Mark. Im Jahre 1705 waren Johann Wittgenstein und Hamman Wittenstein mit Abgaben an die Rentei Altena im Kataster verzeichnet.
Im Jahre 1832 hatte die Hofschaft 8 Einwohner. 15 Jahre später waren es 35, verteilt auf drei Höfe.